# Eilema nigripes
Macrobrochis nigripes là một loài bướm đêm thuộc phân họ Arctiinae, họ Erebidae.